# Neotamias
Neotamias — рід бурундуків, що належить до триби Marmotini родини вивіркових. Він містить 26 видів, які здебільшого зустрічаються у західній частині Північної Америки. Поряд з Eutamias, цей рід часто вважається підродом Tamias.

## Види
Види:
1. Neotamias alpinus
2. Neotamias amoenus
3. Neotamias bulleri
4. Neotamias canipes
5. Neotamias cinereicollis
6. Neotamias cratericus
7. Neotamias dorsalis
8. Neotamias durangae
9. Neotamias grisescens
10. Neotamias merriami
11. Neotamias minimus
12. Neotamias obscurus
13. Neotamias ochrogenys
14. Neotamias palmeri
15. Neotamias panamintinus
16. Neotamias quadrimaculatus
17. Neotamias quadrivittatus
18. Neotamias ruficaudus
19. Neotamias rufus
20. Neotamias senex
21. Neotamias siskiyou
22. Neotamias solivagus
23. Neotamias sonomae
24. Neotamias speciosus
25. Neotamias townsendii
26. Neotamias umbrinus